# Lupofón

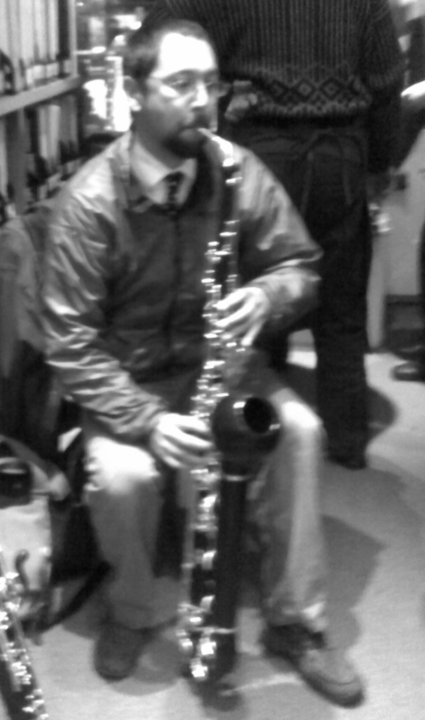
Un músico tocando el lupofón.

El lupofón (o lupófono) es un instrumento de viento de madera extremadamente raro en la familia del oboe que suena en un tono más grave que el estándar, y fue desarrollado por Guntram Wolf de Kronach y Benedikt Eppelsheim de Múnich, Alemania, fabricado por Guntram Wolf. El instrumento toma su nombre de la traducción italiana del apellido del inventor (lupo significa lobo), al igual que el sarrusofón, el saxhorno, el saxofón, el heckelfón y el rothfón llevan el nombre de sus inventores. 
En efecto, es un heckelfón modificado, con un taladro ligeramente más pequeño y un rango que desciende hasta un fa2. La parte inferior del instrumento se pliega sobre sí misma para acomodar la considerable longitud del tubo de 173 cm, a la manera de un saxofón. La adición de cuatro semitonos más graves le permite cubrir todo el rango previsto de la parte del heckelfón de la Sinfonía alpina de Richard Strauss, que desciende más allá de la nota más baja de ese instrumento.
La primera composición de cámara para este instrumento en solitario, PLP para lupofón y dos pianos de Samuel Andreyev, fue estrenada por Martin Bliggenstorfer en Ámsterdam el 15 de marzo de 2011.